# Rhinopetitia myersi
Rhinopetitia myersi är en fiskart som beskrevs av Géry, 1964. Rhinopetitia myersi ingår i släktet Rhinopetitia och familjen Characidae. Inga underarter finns listade i Catalogue of Life.